# Ахметово (Чекмагушівський район)
Ахме́тово (рос. Ахметово, башк. Әхмәт) — село у складі Чекмагушівського району Башкортостану, Росія. Входить до складу Тайняшевської сільської ради.
Населення — 326 осіб (2010; 332 у 2002).
Національний склад:
- татари — 66 %
- башкири — 34 %